# 吉塞拉·多纳多尼
吉塞拉·多纳多尼（義大利語：Gisella Donadoni，1976年3月3日—），意大利女演員、模特兒、主持人及記者，出生於意大利的贝加莫。

## 職業生涯
1994年，吉塞拉·多纳多尼在Bergamo電視台擔任新聞主持人，後在意大利广播电视公司（REI）和Mediaset的許多節目中擔任主持人及記者。她第一次參演電影是在2018年的《我所挚爱的敌人》（Un nemico che ti vuole bene）中飾演Angela Stefanelli。